# Commission bancaire, financière et des assurances
La Commission bancaire, financière et des assurances (CBFA) était, de 2004 au 1er avril 2011,  l'autorité de régulation autonome des marchés financiers et des assurances en Belgique. Elle est depuis cette date remplacée par l'Autorité des services et marchés financiers (FSMA) et la Banque nationale de Belgique.
La CBFA avait été constituée pour assurer la protection des épargnants et des assurés et appuyer la confiance du public dans les institutions, les produits et les services financiers. Pour la réalisation de ces objectifs, la CBFA assurait trois types de contrôle : 
- le contrôle dit prudentiel des établissements financiers ;
- le contrôle de l’information et du fonctionnement des marchés financiers ;
- le contrôle du statut d’autres professionnels du secteur financier (courtiers, agents et sous-agents).

## Histoire
La CBFA était le résultat de la fusion en 2004 de la Commission bancaire et financière, créée en 1990 avec l’Office de contrôle des assurances (OCA), créé en 1975. LA CBFA est remplacée par l'Autorité des services et marchés financiers (FSMA) en avril 2011.

## Fondement légal
- Loi du 2 août 2002 relative à la surveillance du secteur financier et aux services financiers (voir chapitres III, V et VI)
- Arrêté                                      royal du 12 août 2003 portant exécution                                      de l’article 57, alinéa 1er, de                                      la loi du 2 août 2002 relative à                                      la surveillance du secteur financier et aux                                    services financiers
- Arrêté royal du 15 mai 2003 portant règlement de la procédure accélérée en cas de recours auprès du Conseil d'État contre certaines décisions de la Commission bancaire et financière
- Arrêté                                      royal du 23 août 2004 portant exécution                                      de l'article 63, §§ 1er et 3, de                                      la loi du 2 août 2002 relative à                                      la surveillance du secteur financier et aux                                      services financiers
- Arrêté                                    royal du 22 mai 2005 relatif à la couverture                                    des frais de fonctionnement de la CBFA, pris                                    en exécution de l’article 56 de                                    la loi du 2 août 2002 relative à                                    la surveillance du secteur financier et aux                                    services financiers, et en exécution                                    de diverses dispositions légales relatives                                    aux missions de la CBFA
- Règlement                                    d'ordre intérieur du 31 mai 2007                                    de la Commission bancaire, financière                                    et des Assurances, approuvé par l'arrêté                                    royal du 7 juin 2007